# Szynkarzyzna
Szynkarzyzna (dawniej: „Sękarzowizna”) a dziś często potocznie nazywana „Sękara” – wieś w Polsce położona w województwie mazowieckim, w powiecie węgrowskim, w gminie Sadowne. Ma status sołectwa.
| SIMC    | Nazwa       | Rodzaj    |
| ------- | ----------- | --------- |
| 0686115 | Czaplowizna | kolonia   |
| 0686109 | Zakurze     | część wsi |

Pierwsza wzmianka o wsi pochodzi z 1756. W aktach kościelnych występuje od 1769.
W latach 1975–1998 miejscowość administracyjnie należała do województwa siedleckiego.
| Wyszczególnienie | 1827 | 1890 | 1921 | 1944 | 1950 | 1967 | 2002 |
| ---------------- | ---- | ---- | ---- | ---- | ---- | ---- | ---- |
| Mieszkańcy       | 88   | 272  | 466  | 381  | 478  | 516  | 358  |
| Domy             | 11   | 39   | bd   | 93   | bd   | 117  | bd   |

Wierni kościoła rzymskokatolickiego należą do parafii św. Jana Chrzciciela w Sadownem lub do parafii św. Stanisława Kostki w Jerzyskach